# Anegam
Anegam è un census-designated place (CDP) della contea di Pima, Arizona, Stati Uniti. La popolazione era di 151 abitanti al censimento del 2010. Si trova all'interno della riserva indiana dei Tohono O'odham.

## Geografia fisica
Secondo l'Ufficio del censimento degli Stati Uniti, ha una superficie totale di 2,31 mi² (5,98 km²).

## Società

### Evoluzione demografica
Secondo il censimento del 2010, la popolazione era di 151 abitanti.

### Etnie e minoranze straniere
Secondo il censimento del 2010, la composizione etnica del CDP era formata dallo 0,0% di bianchi, lo 0,0% di afroamericani, il 98,7% di nativi americani, lo 0,0% di asiatici, lo 0,0% di oceaniani, lo 0,0% di altre razze, e l'1,3% di due o più razze. Ispanici o latinos di qualunque razza erano il 4,6% della popolazione.